# Saint-Marcel (Morbihan)
Saint-Marcel (bret. Sant-Marc'hell) – miejscowość i gmina we Francji, w regionie Bretania, w departamencie Morbihan.
Według danych na rok 1990 gminę zamieszkiwało 845 osób, a gęstość zaludnienia wynosiła 66 osób/km² (wśród 1269 gmin Bretanii Saint-Marcel plasuje się na 638. miejscu pod względem liczby ludności, natomiast pod względem powierzchni na miejscu 733.).